# Dragons de processions et de cortèges
 (novembre 2022).

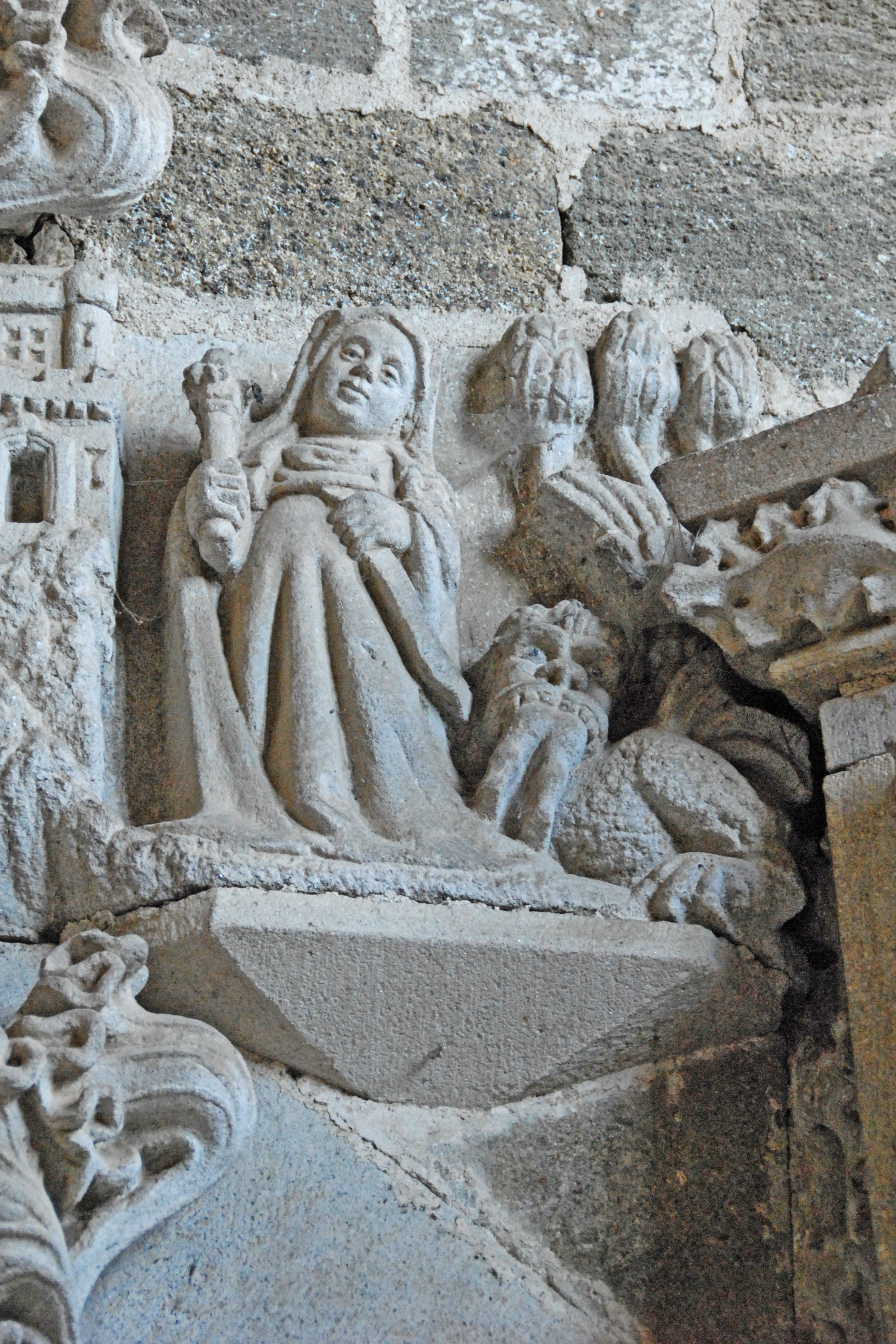
Sainte Marthe, patronne de Tarascon tenant la Tarasque en laisse
sculpture médiévale du prieuré de Chanteuges

Les dragons, comme les géants, ont été et sont parfois encore des éléments essentiels des processions et des cortèges dans le monde et plus particulièrement en Europe. Ils rappellent le plus souvent la défaite de ces créatures face au Saint protecteur de la ville. 
En Asie, ils participent aussi à de nombreuses festivités mais sont considérés comme des esprits de la nature ou des génies bienfaisants. Il s'agit plutôt davantage de les honorer que de les mettre à mal.

## Généralités
Les dragons processionnels constituent l'une des expressions d'un phénomène omniprésent dans la culture médiévale, tant en France – où une quarantaine au moins de ces événements ont été recensés – que dans bien d'autres contrées européennes, de la Belgique à l'Espagne, de la Moravie à la Pologne. Créature maléfique, symbolisant le Mal et le péché, mais aussi le paganisme, le dragon est vaincu, mis à mort ou chassé par des saints que la tradition a appelés « sauroctones », tueurs de dragons. Ces saints sont parfois assimilés à des héros ou chevaliers locaux. Tous sont liés au mythe fondateur d'une Cité.

## Allemagne

### Furth im Wald: le Drachenstich

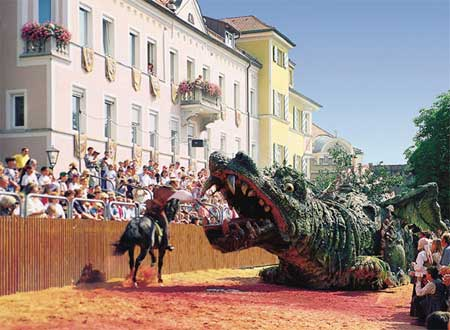
Le Drachenstich

Furth im Wald, en Bavière, est une ville frontalière située à mi-chemin entre Nuremberg et Prague. 

Chaque année au mois d'août a lieu la Fête du Dragon ou "Drachenstich" (littéralement le "dragon transpercé"). Les origines de celle-ci restent inconnues. On sait seulement que les représentations du "Drachenstich" sont jouées depuis plus de 500 ans, sans changements notables.
Les siècles précédents, le "Drachenstich" se déroulait pendant les processions de la Fête-Dieu du fait de l'analogie avec le jeu de Saint Georges figurant son combat contre le diable. Mais en 1878, elle se séparait définitivement de son cadre clérical car le clergé n'appréciait pas qu'elle devint l'événement essentiel de la Fête-Dieu et en décida le retrait. Elle a lieu, depuis 1879, au mois d'août.
À partir d'une simple coutume populaire où le défilé se terminait par le combat du chevalier et du Dragon, s'est développée une représentation théâtrale dont le point culminant est le "Drachenstich", terrassé par la lance du chevalier.

## Belgique et Pays-Bas
Les premiers dragons processionnels des Pays-Bas bourguignons sont mentionnés dès le XVe siècle. C'est lors de l'Ommegang d'Anvers qu'on représente, dès 1398, le jeu de saint Georges contre le dragon. Il est accompagné de sainte Marguerite et de confréries d'hommes d'armes. Il subsiste jusqu'en 1728.
Celui de Louvain, présent en 1411, fut illustré en 1594 dans un manuscrit de Guillaume Boonen.
À Alost, le Dragon apparu dans la Procession du Saint-Sacrement en 1424. Curieusement, de 1472 à 1532, c'est Saint Georges qui porte le dragon.
Autres dates d'apparitions de dragons processionnels aux Pays-Bas Bourguignons au XVe siècle : 
- 1433 : Audenarde
- 1436 : Malines
- 1441 : Nivelles
- 1142 : Berg-op-Zoom
- 1451 : Namur
- 1458 : Termonde
- 1473 : Lierre
- 1475 : Lessines
- 1494 : Léau

### Mons: la Ducasse
Mons est la seule ville belge à encore représenter de nos jours un jeu de saint Georges et du Dragon, un combat légendaire appelé « Lumeçon », lors de sa traditionnelle Ducasse de la Trinité. Il fait partie du patrimoine culturel immatériel de l'humanité depuis 2005, comme d'autres dragons de procession.

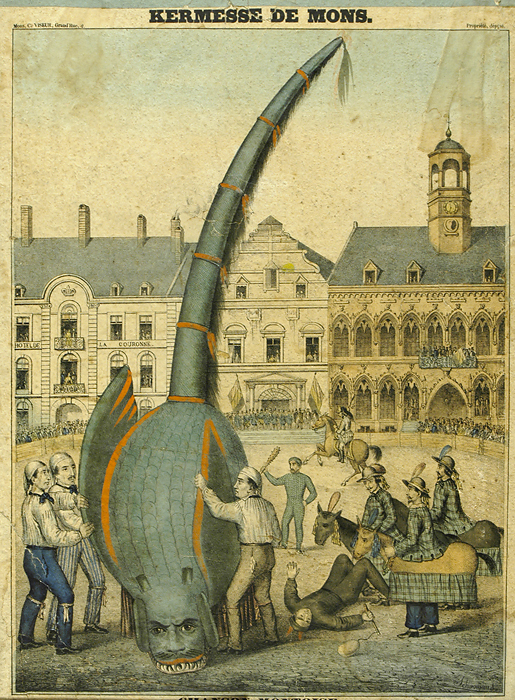
Gravure du XIXe siècle montrant le combat de saint. Georges et du dragon.
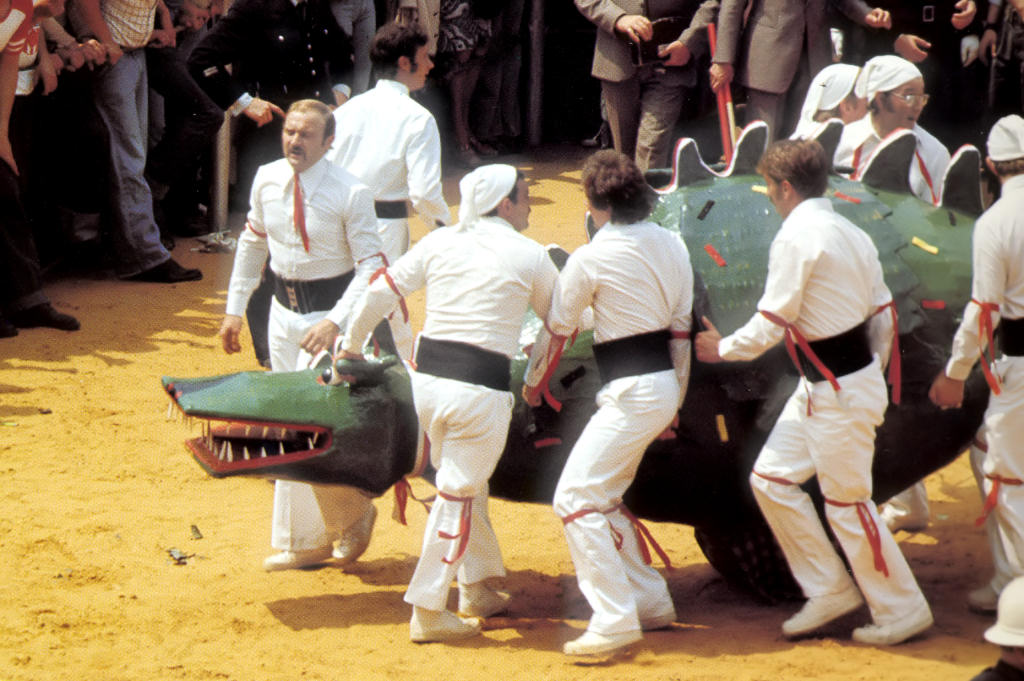
Le Dragon lors du combat dit "Lumeçon"
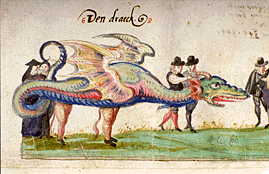
Boonen, le Dragon de Louvain en 1594

## Espagne

### Catalogne

#### Le Drac
Le Drac participe à la traditionnelle « Danse des Diables » (« Bal de Diables » ou « Correfoc », en catalan), présente en Catalogne, à Valence et dans les îles Baléares. C'est une représentation théâtrale de la lutte du Bien contre le Mal, principalement pour les festivités du Corpus, et dans les processions ecclésiastiques auxquelles elle donne un aspect plus cérémonieux et spectaculaire.
Les premières traces écrites d'une « Danse de Diables » datent de l'année 1150, lors du banquet de mariage du comte de Barcelone, Raimond-Bérenger IV avec la princesse Pétronille, fille du roi d'Aragon et de Catalogne. La chronique nous dit qu'elle représentait la lutte des démons, dirigés par Lucifer, contre l'Archange Saint Michel et sa troupe d'anges.
La seconde référence écrite que nous connaissons, citée dans le Livre des Solennités de Barcelone, date des festivités de 1423 lors de la venue à Barcelone du roi Alphonse V d'Aragon, de Naples.
Les autres apparitions du Drac:
- À Montblanc, commune de la province de Tarragone, en Catalogne, la fête de saint Georges (Sant Jordi) est célébrée le 23 avril. Il s'y déroule, lors de la « Nuit du Drac » un jeu où figure un combat entre le saint et un dragon. Le monstre est entouré de centaines de « diables » accompagnés de tambours. Durant près d'une demi-heure, les « Diables » entonnent une sarabande autour du « Drac » qui pousse de féroces rugissements. Le jeu se termine par des feux portés par les « diables » qui s'approchent du public afin de l'empêcher de nuire à leur allié. Cette représentation semble émerger en 1586.
- Le Drac de Vilafranca est antérieur à 1601. Il mesure 4 mètres de long, 1,40 de haut, pèse une centaine de kilogrammes et est porté par un seul homme.
- Le Drac de Valence est présent lors de la procession de la Fête-Dieu en compagnie d'une tarasque.

#### laCucafera
La Cucafera est une espèce de dragon issu de la procession de la Fête Dieu dès le XVIe siècle. Elle y symbolisait les forces du Mal. Elle est apparentée à la Tarasque.
- À Tortosa, la Cucafera appartient à la confrérie des pêcheurs et constitue actuellement un élément typique des fêtes de la Renaissance qui s'y déroulent chaque année.
- À Alcoi, le miracle de la Cucafera domptée par sainte Maguerite était présent lors des processions dès 1552. Après être disparue, elle renaît de ses cendres en 1995.
- Tarragone et Begues possèdent également une Cucafera.

### Les Tarasques
La ville de Tarascon, sur les bords du Rhône n'a pas le monopole de la légende de Sainte Marthe domptant une tarasque. En Espagne, Sainte Marthe est assimilée à sainte Marguerite et le Rhône à l'Ebre. Le monstre est présent à l'occasion de la Fête Dieu à, notamment :
- Madrid, depuis 1663.
- Barcelone, depuis 1599 à l'occasion des fêtes en l'honneur de Philippe III.
- Grenade
- Valence, instauré en 1400, supprimée en 1780, et finalement restaurée en 1999 dans la banlieue, à Picanya.
- Tarragone
- Tudela (Navarre). Les premières mentions remontent à 1614 pour la Fête-Dieu. La tradition fut récupérée depuis le Corpus de 2010[2].

On trouve des traces de la tarasque en Colombie où la tradition fut importée par la colonisation espagnole.

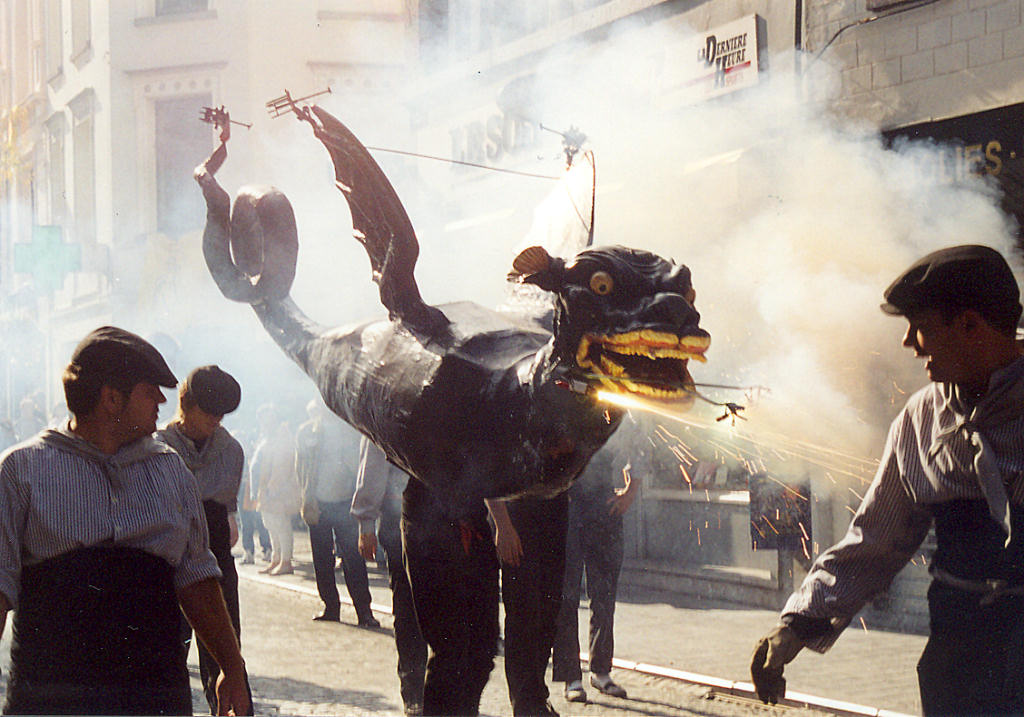
Le Drac de Vilafranca
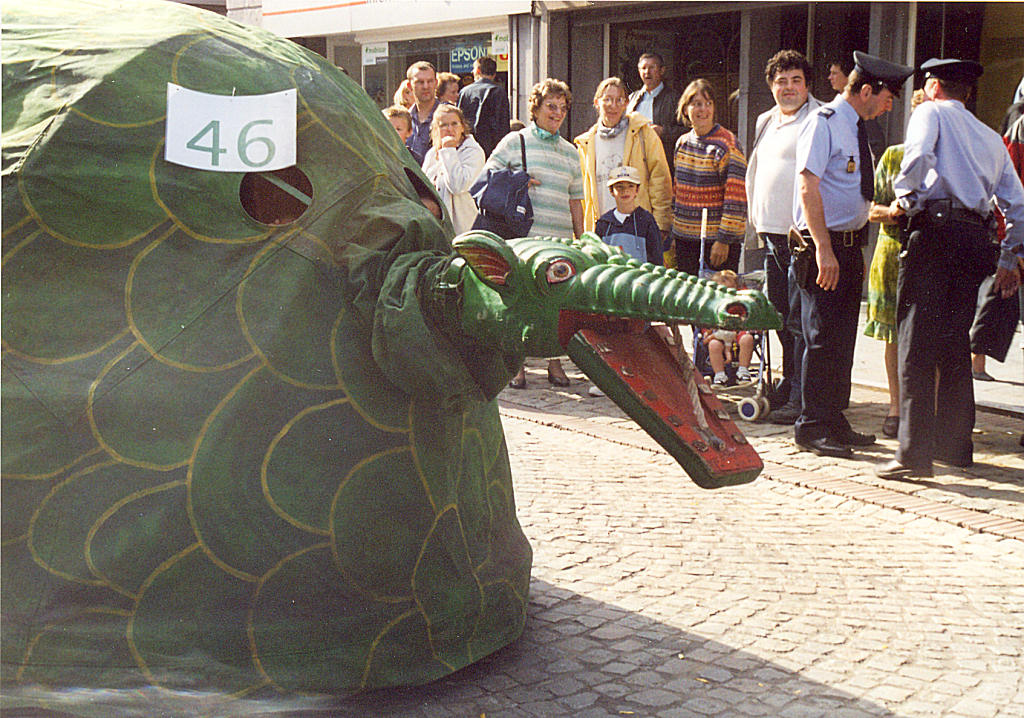
La Cucafera de Tortosa
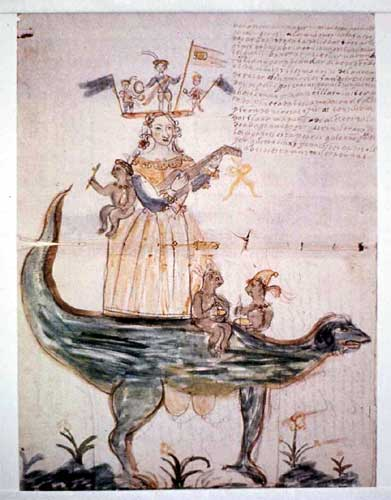
La Tarasque de Madrid en 1663

## France

### Poitiers: La Grand'Goule
La Grand'Goule, décrite comme un dragon monstrueux, aurait vécu au temps de Sainte Radegonde. Elle vivait au fond du Clain, et, lors de la montée des eaux, entrait dans les caves labyrinthiques qui traversaient le sol poitevin. Elle venait souvent dans les caves de l'abbaye Sainte-Croix, et dévorait toutes les malheureuses moniales qui s'y aventuraient. Désireuse d'en finir avec la bête, Radegonde s'arma d'une petite croix, puis d'eau bénite, et, une fois face à face avec la bête, l'aspergea, dit une prière, et la bête disparut dans d'atroces souffrances.
En 1677, l'abbesse de Sainte-Croix fit commande à l'ébéniste poitevin Jean Gargot d'une effigie en bois de la Grand'Goule, destinée aux processions des jours des rogations. Le dragon était promené dans les rues, et la tradition voulait que les enfants y jettent des petits gâteaux – appelés casse-museaux – en disant cette prière : « Boune sainte vermine, priez pour nous ! » Cette procession s'est arrêtée au XIXe siècle, et le dragon de bois, après avoir séjourné dans le grenier du Grand Séminaire de Poitiers, se trouve dans les collections du musée Sainte-Croix.

### Metz: Le Graoully
Graoully, Graully, Graouilly sont les appellations qui désignent le dragon processionnel de Metz, il s'agit d'une déformation de l'allemand "gräulich" (affreux, odieux).
Le premier évêque de Metz, saint Clément, s'établit selon la tradition hors de la ville à la fin du IIIe siècle, dans les souterrains de l'amphithéâtre romain où il construisit un oratoire à Dieu et un autel consacré à saint Pierre. Ensuite, il prêcha et essaya de convertir les païens. 

Une légende du Moyen Âge raconte que saint Clément dompta le Graoully, un dragon à l'haleine empoisonnée qui, réfugié dans les ruines de l'amphithéâtre, terrorisait la population. Le courageux Clément lui passa son étole autour du cou et le mena sur les bords de la Seille où il lui enjoignit de disparaître.
Depuis le XIe siècle au moins et jusque dans les dernières années du XVIIIe siècle, la procession des rogations s'accompagna à Metz de l'apparition du Graoully. Pour l'Église, le dragon vaincu par le saint évangélisateur symbolisait le paganisme. 
Un peu avant la Révolution française, l'Église supprime le dragon des processions. Depuis 1850, date de réapparition d'un Graouilly carnavalesque, le dragon de Metz participe épisodiquement et assure la survivance d'un certain patrimoine culturel.

### Tarascon: La Tarasque
La Tarasque est un dragon des légendes provençales. Il est associé aux crues du Rhône. Sainte Marthe aurait délivré la ville de Tarascon de la terreur exercée par le monstre en l'aspergeant d'eau bénite et en lui montrant la croix.
Tous les ans, pendant les fêtes de la Tarasque à Tarascon, on la voit défiler dans les rues de la ville, ce qui est devenu un argument touristique. Le reste de l'année, on peut la voir à l'entrée du château.

### La Coulobre
La Coulobre est une créature fantastique, sorte de drac ou dragon, qui hantait la Fontaine de Vaucluse. Selon la légende, saint Véran, évêque de Cavaillon, en aurait miraculeusement débarrassé la Sorgue. 
C'est aussi un dragon à sept têtes qui sévissait dans la Vallée de la Dordogne et qui fut terrassé par Saint Front.

### Un bestiaire fabuleux
Dans les départements de l'Hérault et du Gard, la prolifération des mannequins animaux est frappante entre 1960 et 1980[réf. souhaitée] (les plus anciens, comme l'Âne de Gignac, le Poulain de Pézenas, le Bœuf de Mèze ou le Chameau de Béziers sont créés entre le XVIe et le XVIIe siècle). Il est possible que la proximité de Tarascon et de son effigie ait influencé la progression de cette éclosion. Ils succèdent aux dragons processionnels pour devenir l'emblème de la cité, reposant non plus sur un bestiaire fabuleux, mythique, mais sur des animaux réels rattachés à une espèce connue. 

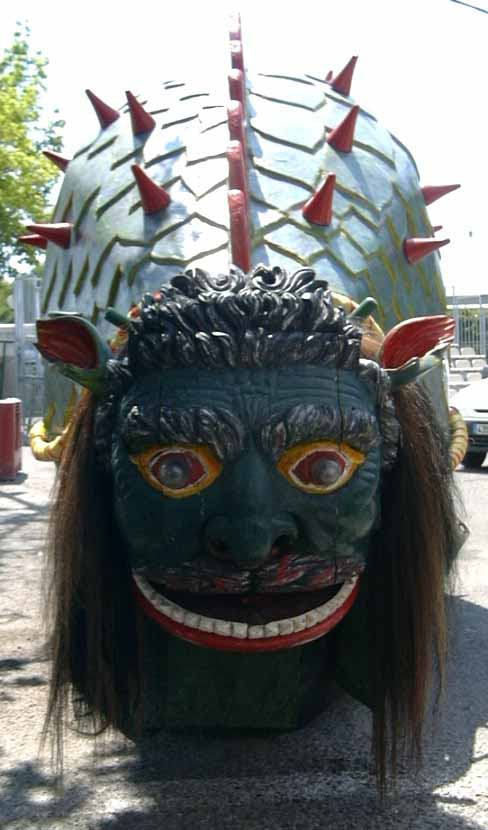
Tarasque de Tarascon, de face
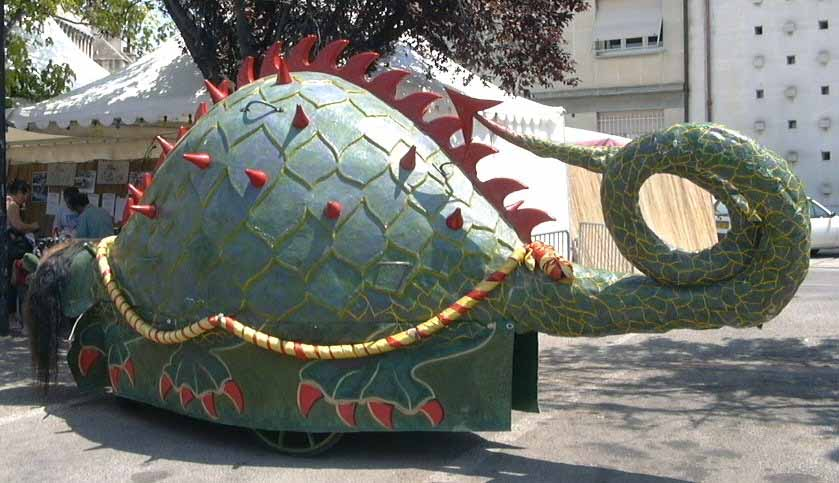
Tarasque de Tarascon, de profil
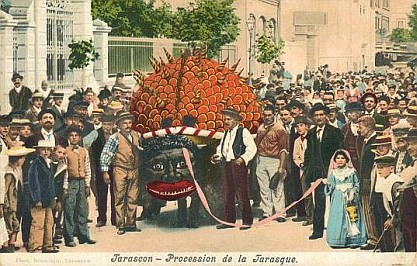
La Tarasque sur une carte postale ancienne
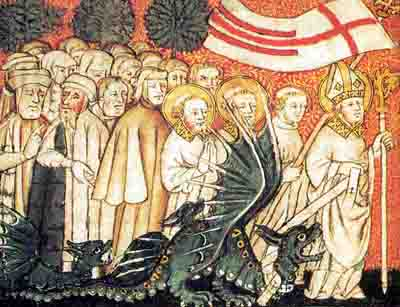
St-Clément, premier évêque de Metz, conduit le Graoully sur les bords de la Seille
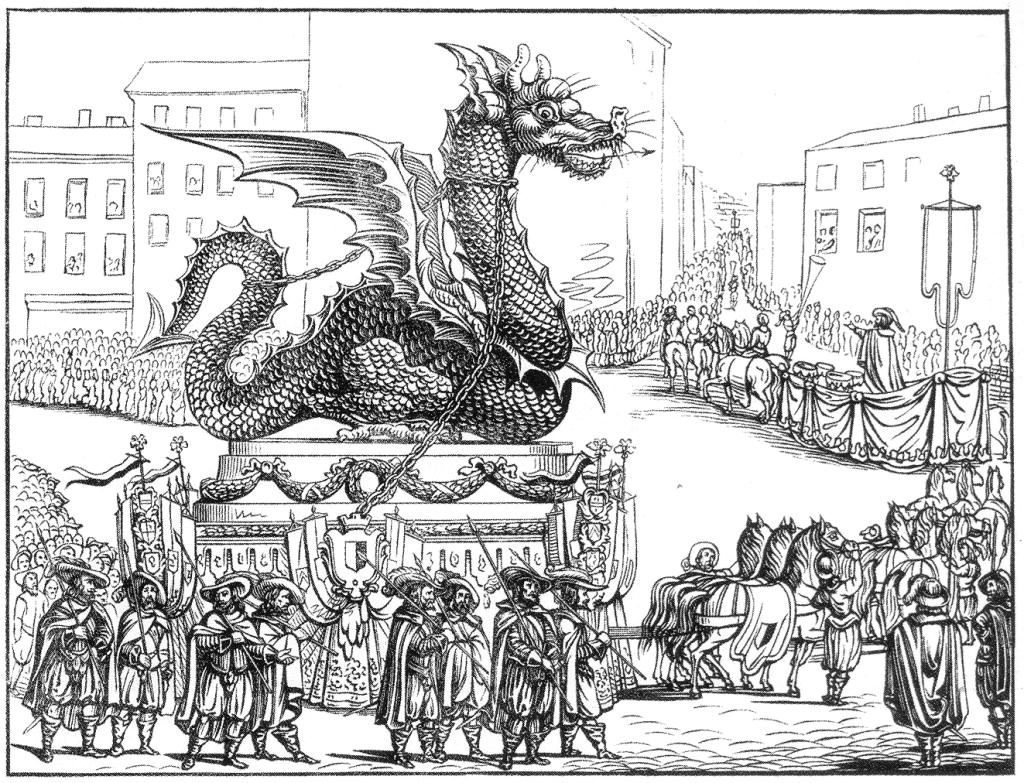
Le Graoully en 1850

## Chefs-d'œuvre du patrimoine culturel immatériel de l'humanité
Le 25 novembre 2005 l'UNESCO reconnu plusieurs géants et dragons processionnels de Belgique et de France comme chefs-d'œuvre du patrimoine culturel immatériel de l'humanité.

### Sources
- Dans la gueule du dragon, sous la direction JM Privat, collection « Une ethnologie en Lorraine », Éditions Pierron - Metz, 2000 - (ISBN 2708502255)
- René Meurant, Géants processionnels et de cortège en Europe, en Belgique, en Wallonie, Tielt, Éditions Veys, 1979 (OCLC 6356266)
- JP Ducastelle, MF Gheusquin, etc., Géants et dragons. Mythes et traditions à Bruxelles, en Wallonie, dans le nord de la France et en Europe, Les beaux livres du patrimoine, Casterman, Tournai, 1996  (ISBN 2-203-62005-6)